# Melinoides aureata
Melinoides aureata là một loài bướm đêm trong họ Geometridae.